# Zevenslapers van Efeze
De Zevenslapers van Efeze zijn martelaars uit een christelijke legende en worden eveneens in de Koran genoemd. Binnen de islam staan zij bekend als de Metgezellen van de Grot. Hun namen waren volgens de Legenda aurea van Jacobus de Voragine Maximianus, Malchus, Martinianus, Dionysius, Johannes, Serapion en Constantinus. Andere christelijke tradities noemen Maximilianus, Jamblicus, Martinianus, Dionysius, Johannes, Exacustodianus en Antoninus, en er zijn nog meer varianten.

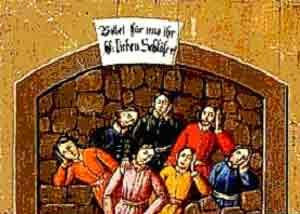
De Zevenslapers. Schilderij, Zuid-Duitsland, 19e eeuw.

De legende is vermoedelijk rond 500 na Christus ontstaan als literaire legende. Verhalen met eenzelfde motief zijn zeer wijdverbreid en men vermoedt een voorchristelijke oorsprong.

## Christendom
De zeven werden in 251 vanwege hun geloof op bevel van de Romeinse keizer Decius in een grot bij Efeze (Turkije) ingemetseld. 196 jaar later, in 447, werd de grot toevallig geopend en men trof de gebroeders fris en vrolijk aan, maar nu voorzien van een aureool, alsof ze gestorven waren. Ze dachten zelf maar een nacht te hebben geslapen. Het gebied was inmiddels gekerstend en dus liet men ze vrij en verklaarde ze tot martelaar.
Een variant van de legende is dat de slapers zich verborgen in de grot. Ze werden ontdekt en de grot werd afgesloten. Daar vielen ze in slaap. Tweehonderd jaar later ontdekte een herder bij toeval de grot en door het binnenvallende licht ontwaakten de zeven. Een van hen werd erop uitgestuurd om eten te gaan kopen. Tot zijn verbazing zag hij overal in de stad kruisbeelden en werd de naam van Christus gewoon in het openbaar gezegd. Toen hij bij de bakker wilde betalen met een munt uit de tijd van keizer Decius werd hij opgepakt en beschuldigd van het voor zichzelf houden van een verborgen schat. Hij leidde de beschuldigers echter naar de grot waar de anderen, omringd door een aureool, nog steeds zaten. De keizer, Theodosius II, hoorde hiervan. Hij haastte zich naar de grot en hoorde van de Zevenslapers dat God dit wonder had bewerkstelligd. Hierna vielen de Zevenslapers weer in slaap.

## Islam

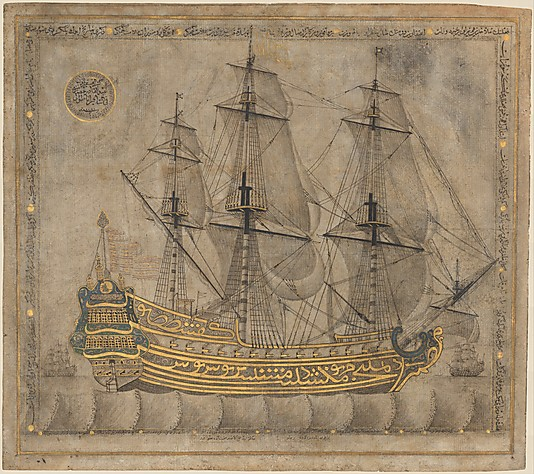
18e-eeuwse Turkse kalligrafie. De scheepsromp bestaat uit de namen van de Zevenslapers.

In Soera Al-Kahf 18 van de Koran, in vers 9-26, vroegen de jongelingen in De Spelonk God om hulp. Zij wilden geen andere god aanroepen dan Hem. Ze namen hun toevlucht tot een grot, waarna zij in een toestand vergelijkbaar met slaap terechtkwamen. De slapers hadden geen idee dat zij jarenlang sliepen en ze dachten dat ze slechts een dag of een deel van een dag hadden geslapen. Toen een van de jongelingen naar de stad ging om voedsel te kopen, werden ze ontdekt. Zo wisten de mensen dat God zich aan zijn woord houdt en dat er geen twijfel bestaat aan de Dag des Oordeels. De Koran geeft aan dat ze 309 jaren in een vorm van slaap waren maar geeft verder geen uitsluitsel over het aantal jongelingen die sliepen.
Volgens de islamitische overleveringen in de Hadith werd Mohammed uitgedaagd door een tegenstander, die niet in zijn profeetschap geloofde. Hij was naar de Joden gegaan om van hen vragen te verkrijgen waarop Mohammed het antwoord niet kon weten.
Een van de vragen ging over de jongelingen. Toen hij de vragen publiekelijk aan Mohammed voorlegde, beloofde deze de antwoorden de volgende dag te zullen geven. Omdat hij vergat 'als God het wil' daaraan toe te voegen, liet God hem enkele dagen op de openbaring wachten. Dit bracht zijn reputatie schade toe die pas weer verdween toen hij de antwoorden op de vragen had gegeven.

## Grot en feestdag

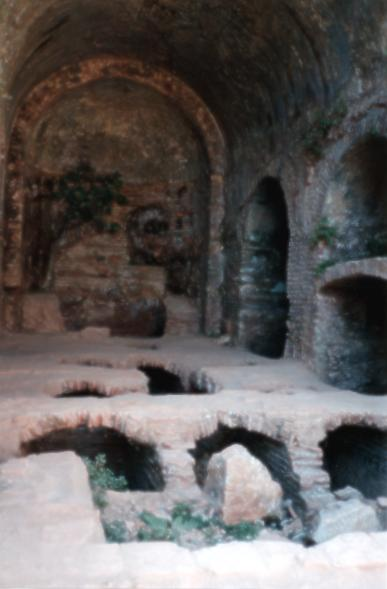
Grot van de Zevenslapers in Efeze, Turkije

De grot van de Zevenslapers is te bezichtigen in de ruïnes van Efeze. Bij de grot is een basiliek gebouwd.
De gedenkdag van de Zevenslapers, Zevenslapersdag, is in Frankrijk en Duitsland op 27 juni, elders op 27 juli. Zevenslapersdag moet niet verward worden met Zevenbroedersdag, de op 10 juli vallende feestdag van de zeven zonen van Felicitas. Naar aanleiding van het Tweede Vaticaans Concilie zijn de Zevenslapers in 1969 met een groot aantal andere heiligen uit de Heiligenkalender gehaald, omdat ze als te weinig historisch werden beoordeeld.

## Weerspreuk
Als het regent op de heilige Zevenslaper
regent het tot zeven dagen later.